# Gerardo Renault
Gerardo Henrique Machado Renault (Belo Horizonte, 17 de setembro de 1929) é um advogado e político brasileiro do estado de Minas Gerais.

## Biografia
Gerardo Henrique Machado Renault é filho do securitário e comerciante René Renault e de Maria Aparecida Machado Renault. Seu primo, o escritor Abgar de Castro Araújo Renault, foi ministro da Educação e Cultura no governo Nereu Ramos (1955-1956) e ministro do Tribunal de Contas da União (1967-1973). O irmão de Abgar, Áureo Renault, foi secretário de Viação e Obras Públicas de Minas Gerais (1954-1955) no governo de Juscelino Kubitschek (1951-1955).
Gerardo Renault fez o curso secundário no Instituto Padre Machado e no Colégio Marconi, ambos em Belo Horizonte. Militante do movimento estudantil participou da fundação da União Colegial de Minas Gerais. Bacharel em ciências jurídicas e sociais pela Universidade de Minas Gerais em 1951, exerceu durante a graduação a secretaria do Diretório Central dos Estudantes da UMG e a vice-presidência da União Estadual dos Estudantes e da União Nacional dos Estudantes, além de presidir a Federação Brasileira de Desportos Universitários.

### Vida pessoal
Renault foi casado com Vera Cardoso Renault, com quem teve três filhos: Gisele, Rene e Cibele. Depois casou-se com Maria da Conceição Machado Renault, com quem teve duas filhas: Maria Aparecida e  ex participante do Big Brother Brasil 16, a jornalista Ana Paula Renault. Maria da Conceição morreu num acidente de carro em 1998. O ex-deputado mora atualmente com a nova mulher Ana em Belo Horizonte.

## Carreira
Iniciou a carreira política em 1951 ao eleger-se vereador de Belo Horizonte na legenda da União Democrática Brasileira (UDN). Reeleito nos pleitos de 1954, 1958 e 1962, participou de diversas comissões permanentes e especiais na Câmara Municipal, além de chefiar a delegação brasileira aos Jogos Mundiais Universitários, na Alemanha (1952), e tomar parte no Comitê Mundial Universitário (1952-1954). Já filiado ao Partido Social Progressista (PSP), representou o Brasil nos congressos internacionais de municípios realizados em Porto Rico e no Panamá, e integrou o conselho diretor da Associação Mineira de Municípios e a diretoria da Associação Brasileira de Municípios.
Gerardo Renault foi deputado estadual em Minas Gerais, durante o período de 1967 a 1979 (da 6ª à 8ª legislatura).
 Foi eleito deputado pelo Arena, partido criado para dar sustentação à ditadura militar. Em novembro de 1966, elegeu-se deputado estadual na legenda da Aliança Renovadora Nacional (Arena), partido de sustentação do regime militar instaurado no país em abril de 1964. Relator da nova Constituição do estado e do Plano Qüinqüenal de Desenvolvimento de Minas Gerais, presidiu a Comissão de Redação e foi titular nas comissões de Transportes, Comunicações e Obras Públicas, e de Assuntos Municipais e Interestaduais.
Reeleito em novembro de 1970, exerceu de 1971 a 1973 a vice-liderança do partido e do governo Rondon Pacheco (1971-1973), e de 1973 a 1974 a segunda vice-presidência da Assembleia Legislativa. Em novembro de 1974, conquistou o terceiro mandato estadual. Primeiro-secretário da Assembleia Legislativa e presidente das comissões de Meio Ambiente e de Mineração e Siderurgia, em novembro de 1978 foi eleito deputado federal.
Secretário Estadual de Agricultura de março de 1979 a fevereiro de 1982, no governo de Francelino Pereira, com o fim do bipartidarismo, em novembro de 1979, transferiu-se para o recém-criado Partido Democrático Social (PDS), sucessor da Arena. De volta à Câmara dos Deputados foi titular da Comissão de Agricultura e Política Rural. Reeleito pela legenda do PDS, na sessão de 25 de abril de 1984 votou a favor da emenda Dante de Oliveira, que previa eleições diretas para presidente da República. Derrotada a proposição — faltaram 22 votos para que fosse levada à apreciação do Senado — no Colégio Eleitoral, reunido em 15 de janeiro de 1985, Gerardo Renault apoiou o candidato oficial do regime, Paulo Maluf, derrotado pelo oposicionista Tancredo Neves, da Aliança Democrática, uma união do PMDB com a dissidência do Partido Democrático Social (PDS) abrigada na Frente Liberal. Doente, Tancredo Neves não chegou a ser empossado, vindo a falecer em 21 de abril de 1985. Seu substituto foi o vice José Sarney, que já vinha exercendo o cargo interinamente, desde 15 de março deste ano.
Sem concorrer à reeleição em novembro de 1986, deixou a Câmara dos Deputados ao término da legislatura, em janeiro de 1987. Em 1986, foi candidato a vice-governador de Minas Gerais, compondo a chapa encabeçada por Murilo Paulino Badaró.
 Advogado com escritório em Belo Horizonte, em 1991 elegeu-se presidente do Instituto de Previdência do Legislativo do Estado de Minas Gerais, sendo desde então reconduzido ao cargo em sucessivos pleitos, em 2015, foi reeleito para ocupar a presidência do Instituto de Previdência do Legislativo do Estado de Minas Gerais.